# Vigneux-Hocquet
Vigneux-Hocquet – miejscowość i gmina we Francji, w regionie Hauts-de-France, w departamencie Aisne.
Według danych na styczeń 2014 roku gminę zamieszkiwały 293 osoby, a gęstość zaludnienia wynosiła 21,4 osoby/km².